# Flat White
Flat White (deutsch flacher Weißer) ist eine Bezeichnung für die Zubereitungsvariante eines Cappuccinos, der in der Regel mit Latte Art verziert wird. Der Name kam in den 1980er Jahren in Australien und Neuseeland auf. Er wird in der Regel in einer Cappuccinotasse serviert und besteht aus einem Espresso oder doppeltem Ristretto und feinporig aufgeschäumter Milch. Während für die Zubereitung eines Cappuccinos die Milch beim Erhitzen mit viel Luft versetzt wird (very aereated milk), wird die Milch bei einem Flat White nur minimal mit Luft versetzt (minimally aereated milk), sodass die Konsistenz der Milch fast flüssig ist. Außerdem hat ein Flat White eine sehr dünne Schaumschicht und keine Milchschaumhaube, wie sie oft auf einem Cappuccino zu finden ist.

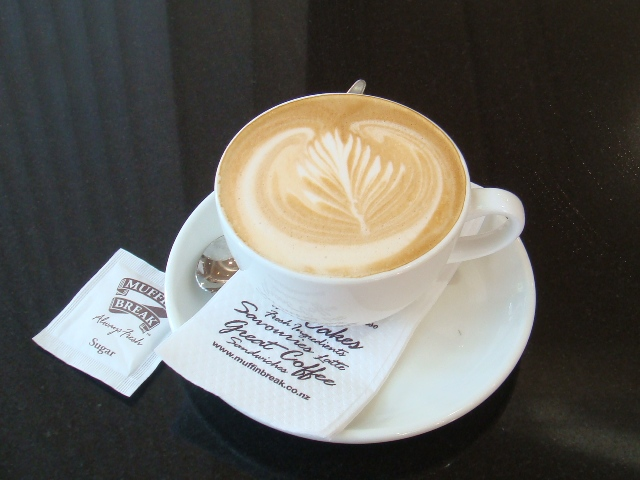
Flat White mit Latte Art

Ab den 2010er-Jahren verbreitete sich der Flat White auch in Europa, zuerst überwiegend in Großstädten – so stand er ab 2010 in den Filialen der Coffee-Shop-Ketten Starbucks und Costa Coffee in Großbritannien auf der Karte und war bis 2013 bereits in rund 100 Londoner Cafés vertreten. Auch in deutschen Großstädten verbreitete sich das Getränk seither verstärkt. Im Jahr 2018 brachte Nescafé erstmals die Sorte Flat White für das Dolce-Gusto-System heraus, seit 2019 vertreibt Jacobs Douwe Egberts die Sorte Flat White auch für das Tassimo-System.
Am 11. März 2024 widmete die Suchmaschine Google dem Flat White ein Doodle.